# Гайяр, Люсьен
Люсьен Гайяр, в старых источниках Геллар (фр. Lucien Gaillard; 1861, Париж — 1942, Париж) — французский художник-ювелир стиля ар нуво. Родной брат не менее знаменитого художника-декоратора и проектировщика мебели Эжена Гайяра.

## Биография
Люсьен Гайяр родился в семье потомственных ювелиров. Его дед Амедей Александр Гайяр (1811—1882) в 1840 году основал ювелирную фирму в Париже, которую затем передал своему сыну Эрнесту (1836—1909). Люсьен Гайяр обучался у отца, прежде чем в 1892 году взять на себя управление семейным делом.
Люсьен Гайяр был современником и конкурентом крупнейшим художником периода модерна Рене Лалика. На Всемирной выставке 1889 года Гайяр получил почётный приз. Он также был судьей на Всемирной выставке 1893 года в Чикаго. В 1902 году был произведён в кавалеры Ордена Почётного легиона.
Гайяр интересовался восточным, в частности, традиционным японским искусством. В его мастерской работали художники, возвращавшиеся из поездки в Японию, чтобы работать со слоновой костью и восточным лаком.
В его мастерской изготавливали вазы, навершия тростей, гребни для волос, булавки и подвески, а также более традиционные украшения, часто вдохновлённые цветочными или животными мотивами с изображениями пчёл, бабочек, стрекоз и змей в духе эстетики стиля ар нуво. В работе с эмалями Гайяр использовал технику, называемую «plique-à-jour» (разновидность «оконной эмали» на просвет), когда эмаль наносилась не на металлическую основу, а на проволочную сетку, чтобы создать эффект просвечивающих крыльев насекомых.
Около 1910 года мастерская Гайяра стала работать со стеклом, сотрудничая с несколькими парфюмерными домами, включая «Geldy» и «Corday».
Многие произведения мастерской Люсьена Гайяра экспонируются в парижском музее Орсе, музее Виктории и Альберта в Лондоне и в Метрополитен-музее в Нью-Йорке.

## Ювелирные изделия мастерской Люсьена Гайяра

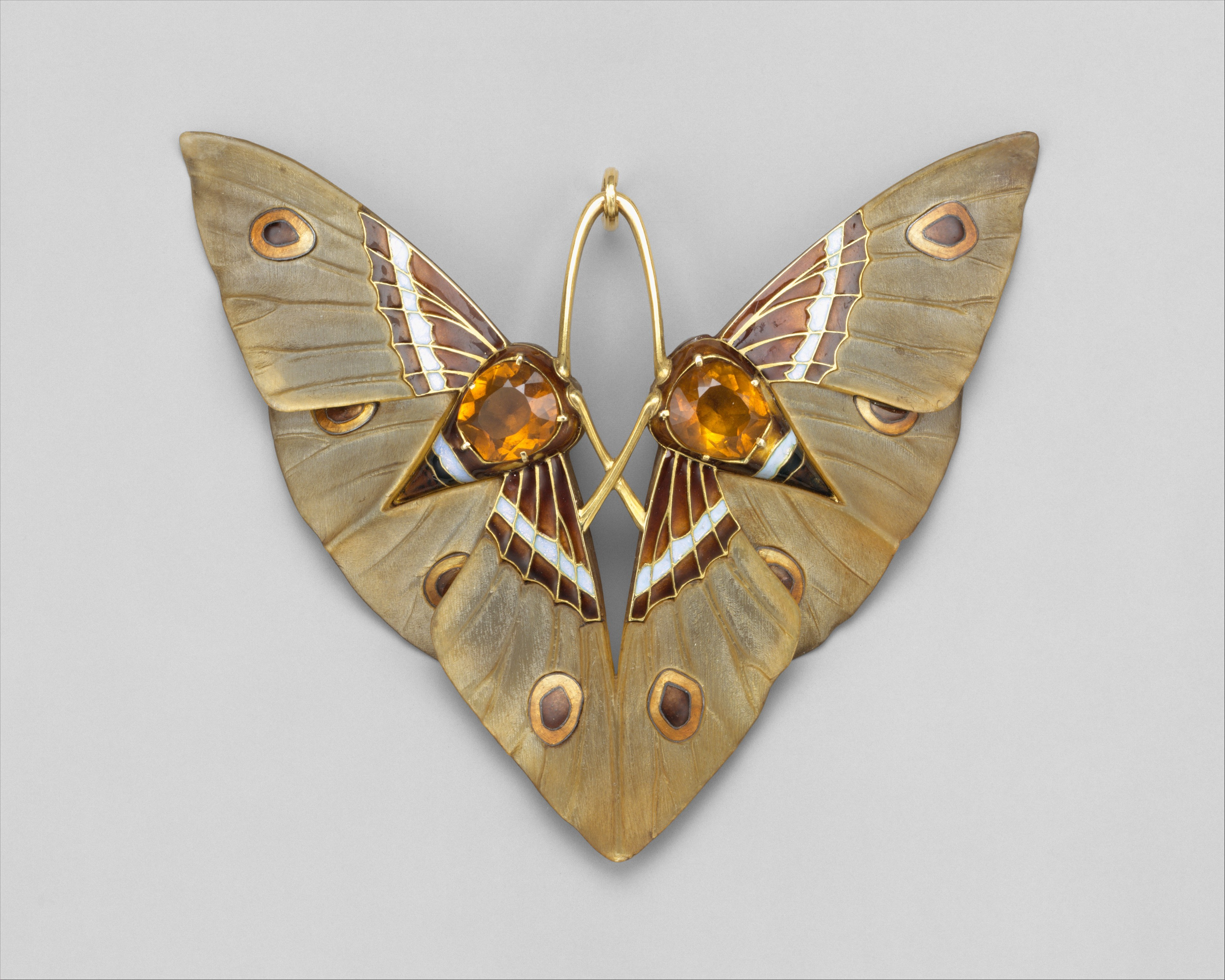
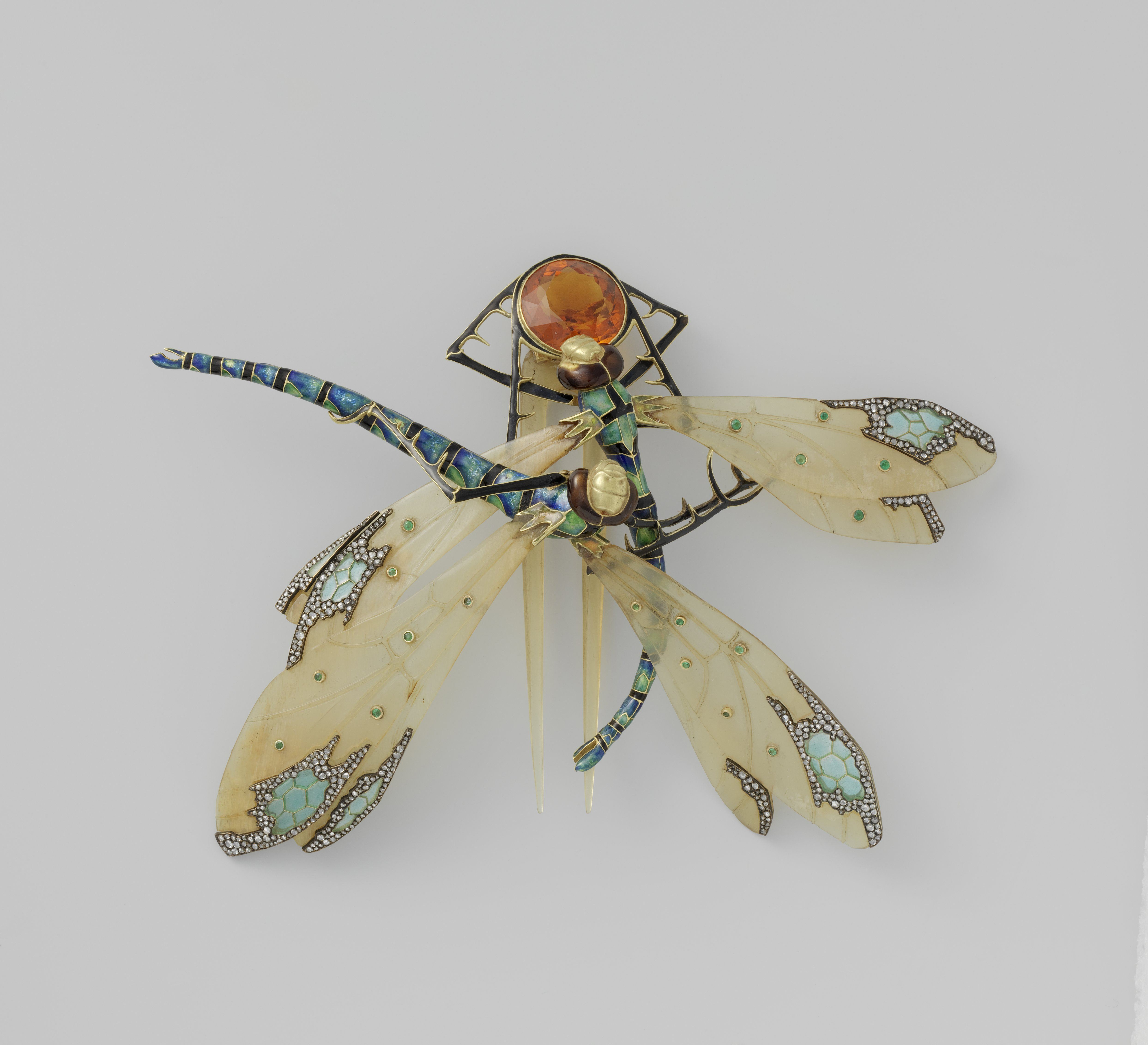
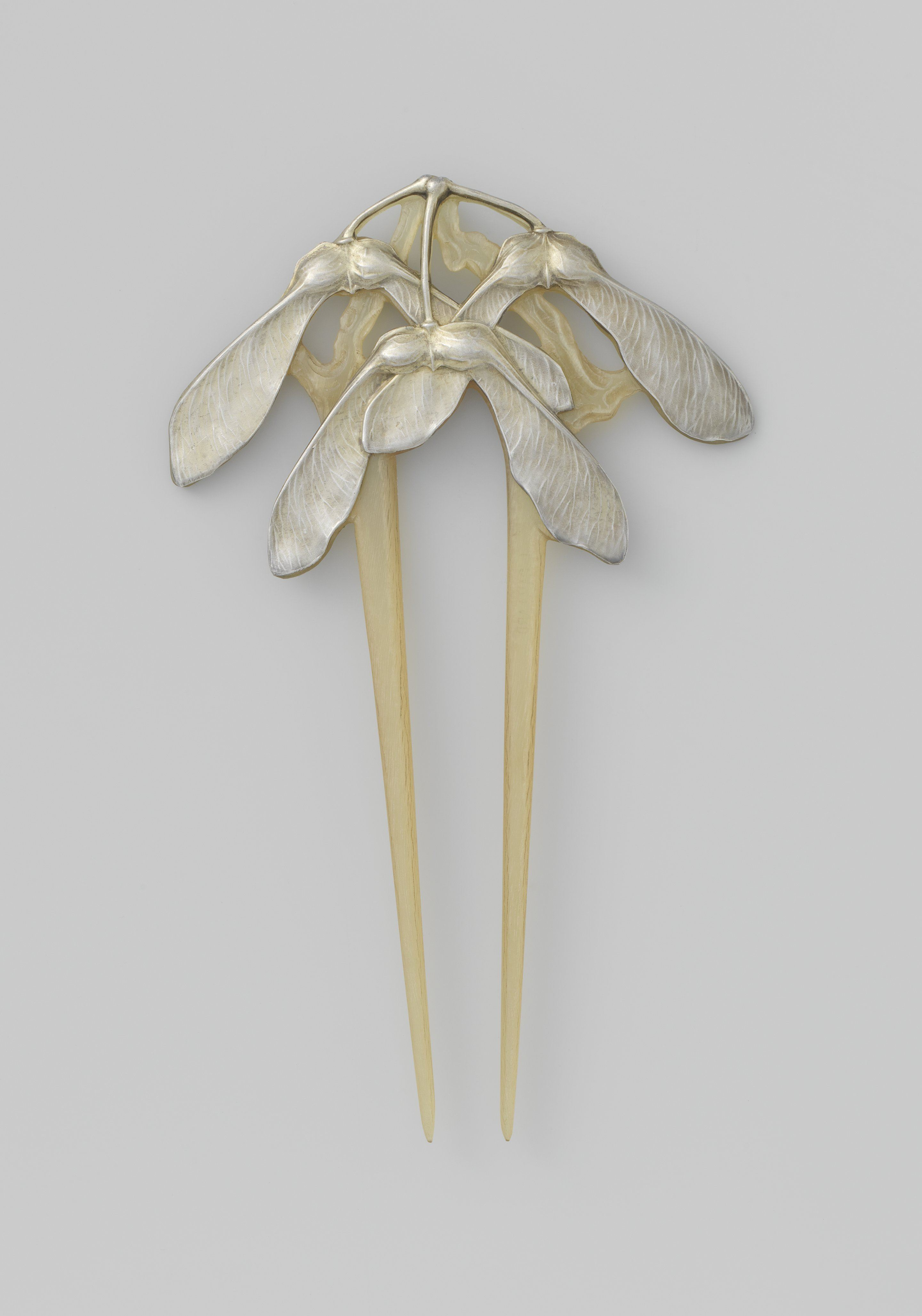
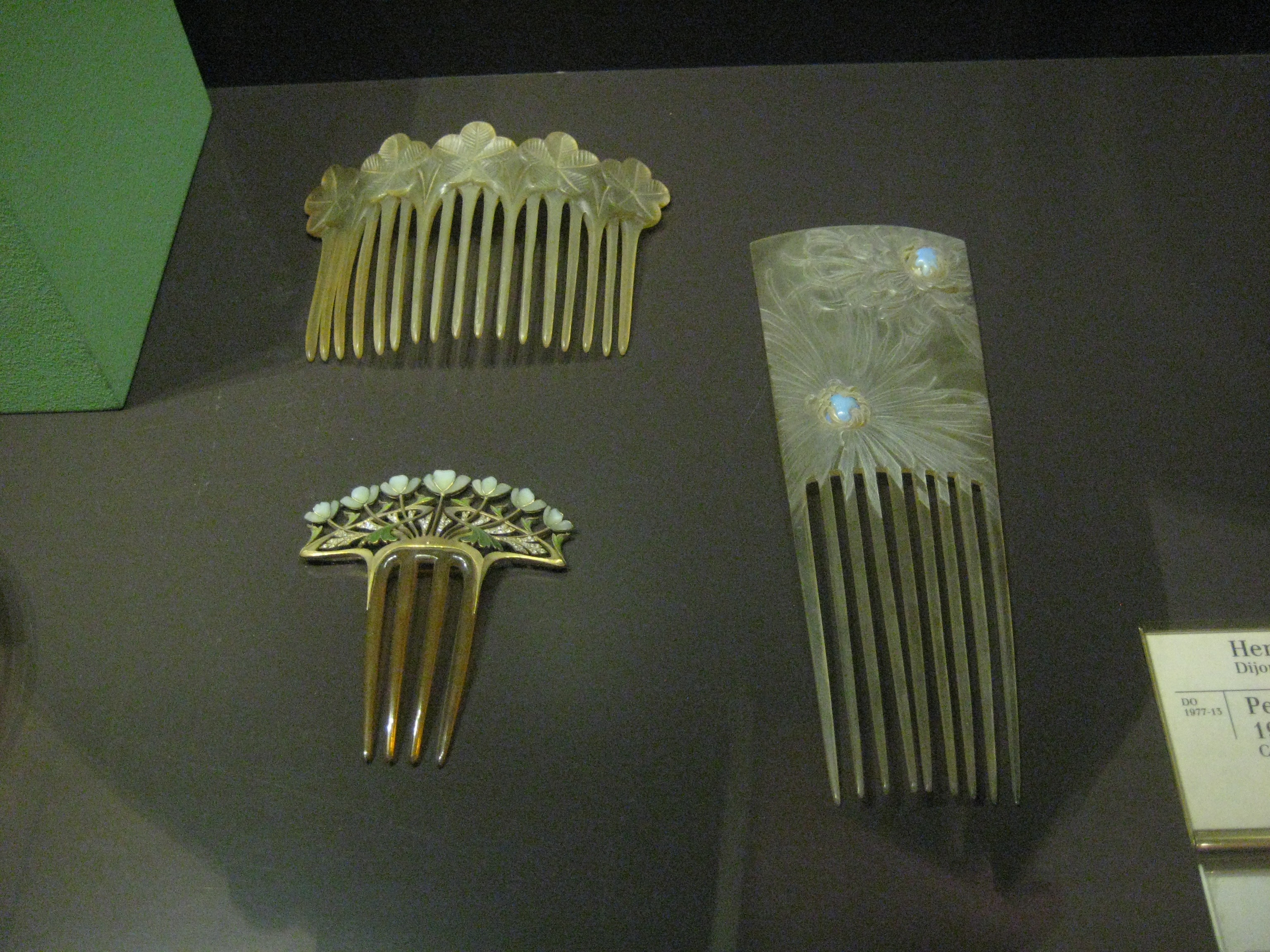
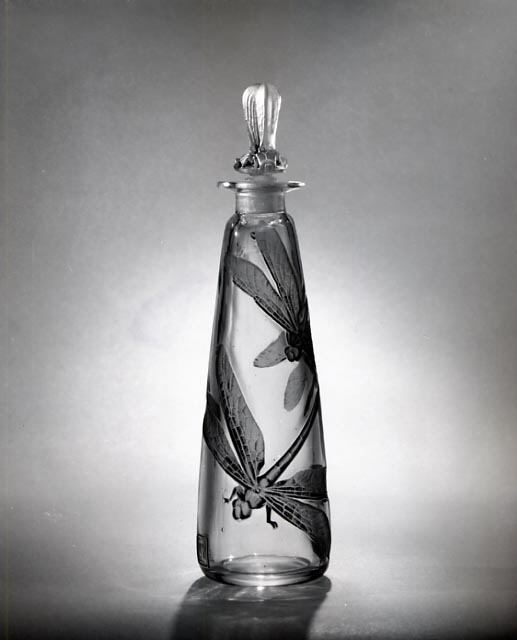
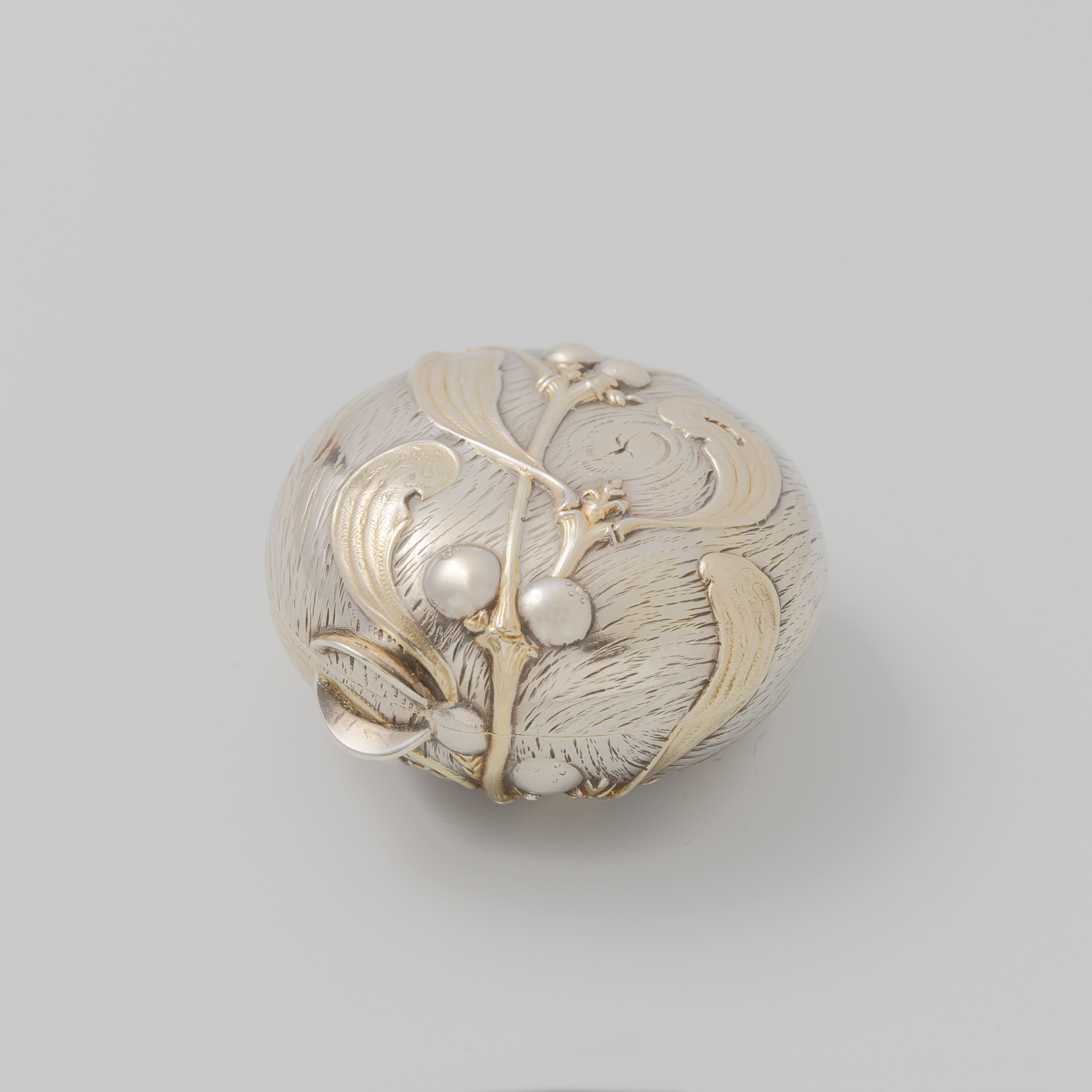
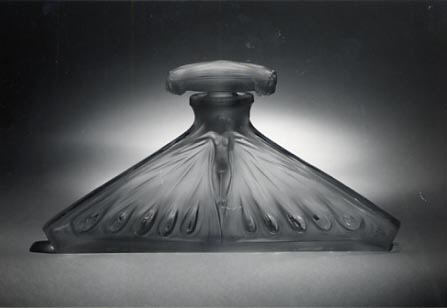